# Michaił Georgiew (zapaśnik)
Michaił Iliew Georgiew (bułg. Михаил Илиев Георгиев; ur. 26 listopada 1996) – bułgarski zapaśnik walczący w stylu wolnym. Zajął dziesiąte miejsce na mistrzostwach świata w 2023.  
Dziewiąty na mistrzostwach Europy w 2025. Trzeci na ME U-23 w 2019 roku.